# Frédéric Régamey
Pour les articles homonymes, voir Régamey.
Frédéric Régamey, né le 4 juillet 1849 à Paris et mort dans la même ville le 4 décembre 1925, est un écrivain, peintre, illustrateur et graveur français.
Il représente des sujets sportifs — en particulier l'escrime et l'équitation —, des scènes militaires et des sujets alsaciens. 

## Biographie
Frédéric Régamey est le troisième fils de Louis Pierre Guillaume Régamey (1814-1878), dessinateur et lithographe, et le frère de Guillaume (1837-1875) et de Félix Régamey (1844-1907), tous deux peintres et illustrateurs.
Il est l'époux d'une Alsacienne de Beblenheim, Jeanne Heilmann, connue comme écrivain sous le nom de Mme Frédéric Régamey, de Jeanne Régamey ou encore sous le pseudonyme de Jeanne Rival. Un de leurs enfants est Raymond, connu sous le nom de Pie Raymond Régamey (1900-1996), dominicain et historien de l'art.
Il met en œuvre la chromolithographie comme illustrateur. En 1873, il fonde la revue Paris à l'eau-forte. En 1885, il participe au lancement de l'Illustré quotidien. 
Durant la Première Guerre mondiale, il travaille notamment en tant qu'illustrateur et réalise de nombreux dessins pour des éditeurs de cartes postales.
Il meurt le 4 décembre 1925 à son domicile dans le 16e arrondissement de Paris.

## Œuvre

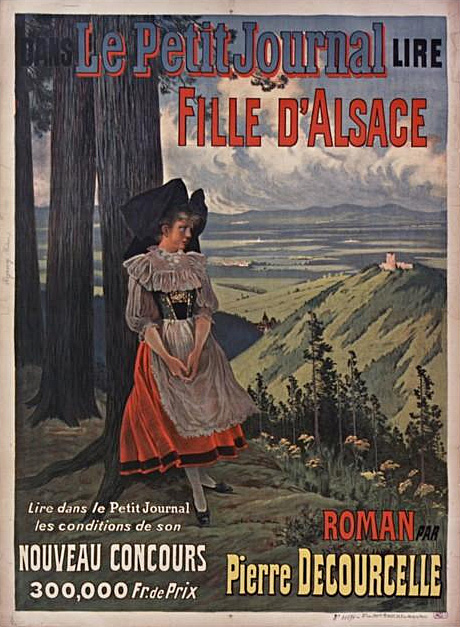
Affiche pour Fille d'Alsace (1909).

Élève d'Horace Lecoq de Boisbaudran, Frédéric Régamey expose au Salon des artistes français, où il obtient une mention honorable en 1892. En 1912, il devient membre de la Société nationale des beaux-arts. En Alsace, il participe, en 1920, à l'Exposition de la Société des arts de Mulhouse. Influencé par l'impressionnisme, sa conception de l'art change à partir de son séjour en Alsace (1908–1912). Mais son intérêt pour les artistes alsaciens est antérieur. En effet, dès août 1901, il participe aux réunions du Kunschthafe ou Marmite aux Arts à Schiltigheim.  
Pour se distinguer de son frère Félix, il signe « Fc. Régamey ».

### Journaux et revues
En 1873, il fonde avec Richard Lesclide une revue hebdomadaire Paris à l'eau-forte. Il collabore au Musée des Deux-Mondes où il introduit le procédé de la chromolithographie, ainsi qu'au Saint-Nicolas, au Philibert, au Journal de la jeunesse et à l’Illustrated London News. En 1885, il fonde l’Illustré quotidien.

### Illustrations d'ouvrages

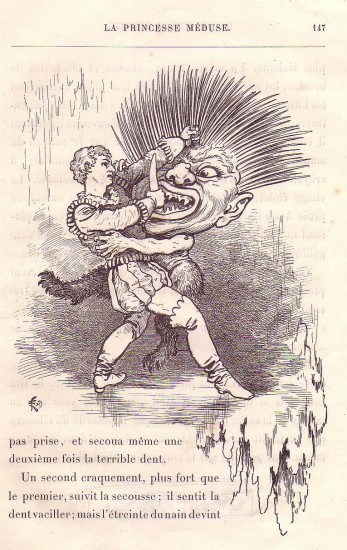
Daniel Darc, La Princesse Méduse (1880), illustration de Félix et Frédéric Régamey.

- Daniel Darc, La Princesse Méduse, Paris, 1880, illustré par Félix et Frédéric Régamey.
- Richard Lesclide, Mémoires des Frères Hanlon Lees, préfacé par Théodore de Banville, 1880, six eaux-fortes.
- François Musany, Traité d'équitation, Paris, Baudoin, 1888, 132 pages, 78 vignettes et croquis.
- François Musany, Traité d'équitation, Paris, Baudoin, 1888, 240 pages, 122 vignettes et croquis.
- François Musany, L'amazone. Au manège, à la promenade. Traité de l'équitation des dames, Paris, Rothschild, 1888, 178 pages, 206 vignettes et croquis.
- Esprit-Pascal Jouffret, Traité de la conduite en guides et de l'entretien des voitures, Paris, Baudoin, 1889, 150 pages, vignettes et croquis.
- Jeanne et Frédéric Régamey, Les histoires de la mère Grétel, dessins de Frédéric Régamey, Librairie Delagrave, Paris, 1916.

### Œuvres dans les collections publiques
- Paris :
  - musée d'Orsay.
  - musée du Quai Branly - Jacques-Chirac : Les Délégués des colonies et Jules Ferry, novembre 1892.
  - Bibliothèque nationale de France
- Strasbourg, musée d'Art moderne et contemporain.
- Versailles, musée de l'Histoire de France.